# شیوا، ایواته
شیوا، ایواته (به لاتین: Shiwa, Iwate) یک منطقهٔ مسکونی در ژاپن است که در استان ایواته واقع شده‌است. شیوا ۲۳۸٫۹۸ کیلومترمربع مساحت و ۳۲٬۷۸۲ نفر جمعیت دارد.